# Eduard Ioganson
Eduard Ioganson (russisk: Эдуард Юльевич Иогансон) (født 18. december 1894 i Sankt Petersborg i det Russiske Kejserrige, død 1942 i Moskva i Sovjetunionen) var en sovjetisk filminstruktør, skuespiller og manuskriptforfatter.

## Filmografi
- Kronprins af republikken (Наследный принц Республики, 1934)[1][2]
- På ferie (На отдыхе, 1936)